# Distrito electoral de Highland (condado de Scotts Bluff, Nebraska)
Highland (en inglés: Highland Precinct) es un distrito electoral ubicado en el condado de Scotts Bluff en el estado estadounidense de Nebraska. En el Censo de 2010 tenía una población de 444 habitantes y una densidad poblacional de 2 personas por km².

## Geografía
Highland se encuentra ubicado en las coordenadas 41°52′50″N 103°24′37″O / 41.88056, -103.41028. Según la Oficina del Censo de los Estados Unidos, Highland tiene una superficie total de 222.01 km², de la cual 221.94 km² corresponden a tierra firme y (0.03%) 0.06 km² es agua.

## Demografía
Según el censo de 2010, había 444 personas residiendo en Highland. La densidad de población era de 2 hab./km². De los 444 habitantes, Highland estaba compuesto por el 93.92% blancos, el 0% eran afroamericanos, el 0.23% eran amerindios, el 0.23% eran asiáticos, el 0% eran isleños del Pacífico, el 4.5% eran de otras razas y el 1.13% pertenecían a dos o más razas. Del total de la población el 5.41% eran hispanos o latinos de cualquier raza.